# Guerra peruano-ecuatoriana (1858-1860)
La guerra peruano-ecuatoriana de 1858-1860, conocido en Ecuador como el bloqueo de Guayaquil o como la ocupación de Guayaquil, fue un conflicto bélico que enfrentó a las repúblicas del Perú y Ecuador. Comenzó el 26 de octubre de 1858, cuando la Marina de Guerra del Perú bloqueó la costa ecuatoriana y finalizó el 25 de enero de 1860, con la suscripción del Tratado de Mapasingue. 

## Antecedentes

### Virreinato del Perú
Hasta antes de 1717, el territorio americano del Imperio español estaba dividido en dos grandes dependencias: el Virreinato del Perú y el Virreinato de Nueva España. En ese año, como parte de las reformas borbónicas del Rey Felipe V de España en la ciudad de Segovia, España, se escinde del Virreinato del Perú, uno nuevo, el Virreinato de Nueva Granada, medida decretada el 27 de mayo de 1717 por una Real Cédula.
En 1802, el Rey Carlos IV, el 15 de julio de 1802, dictó una Real Cédula, a inspiración de Francisco Requena, según la cual, el Gobierno de Maynas y el Gobierno de Quijos, así como las misiones establecidas en los ríos que desembocan en el Marañón, que pertenecían hasta entonces al territorio de la Real Audiencia de Quito, pasaban a la jurisdicción política y eclesiástica del Virreinato del Perú. Asimismo, en 1803, el mismo monarca dictó otra Real Cédula que indicaba que Guayaquil también pasaba a formar parte del Virreinato del Perú.
En 1815 la Gobernación de Guayaquil solicitó al Rey de España que la separase del Virreinato de Perú y la adhiriera al de Nueva Granada. El 23 de junio de 1819, según Real Cédula, el rey de España otorgó dicha petición y así Guayaquil volvió a la jurisdicción de la Real Audiencia de Quito, pero ello ocurrió en medio del fragor de la lucha revolucionaria, por lo que pasó desapercibido, tan es así que José Joaquín de Olmedo representó al territorio de Guayaquil, ante el primer Congreso peruano instalado en 1822.

### Disputas entre Perú y la Gran Colombia

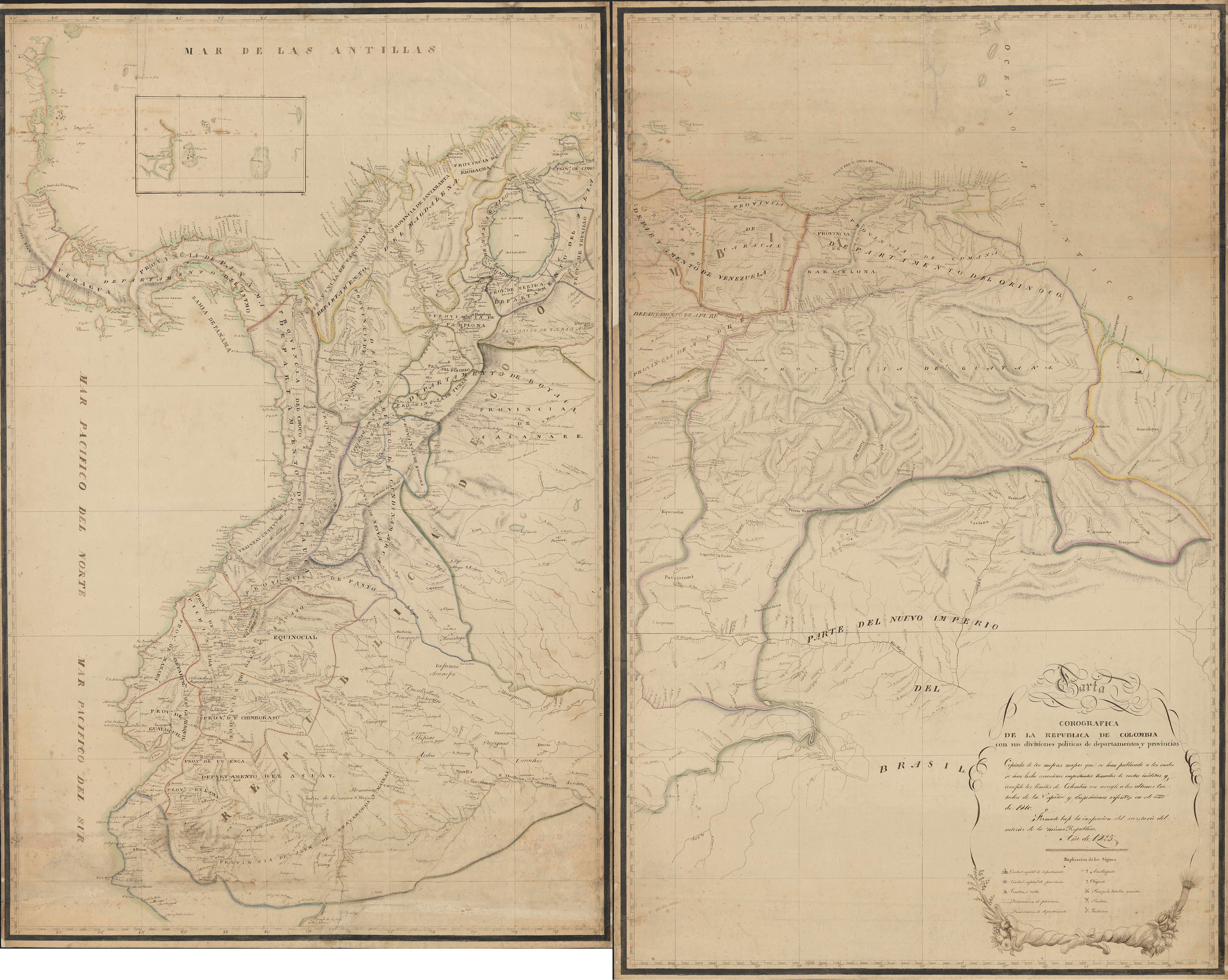
Organización territorial de la Gran Colombia en 1825.

Consumada la independencia de la Gran Colombia (correspondiente a los países actuales de Ecuador, Colombia, Venezuela y Panamá) y del Perú, Simón Bolívar se mantuvo como Dictador en el Perú y decretó algunas medidas que contrariaron indistintamente a diversos sectores de la sociedad peruana.
Debido a ello, los elementos nacionalistas y liberales de Lima se alzaron, hasta acabar con el régimen vitalicio a inicios de 1827, lo que a la postre enrarecería las relaciones entre las dos nacientes repúblicas, la Gran Colombia y el Perú. Existían también desacuerdos concretos en cuanto a cuestiones fronterizas entre los dos países, exactamente por Tumbes, Jaén y Maynas (todos ellos pertenecientes al Perú, de acuerdo al principio de la libre determinación de los pueblos y al uti possidetis) y Guayaquil (anexada a la Gran Colombia).
El 3 de julio de 1828, la Gran Colombia, por intermedio del mismo Libertador Simón Bolívar, declaró la guerra al Perú exigiendo, entre otras cosas, la entrega de los territorios peruanos de Tumbes, Jaén y Maynas a la Gran Colombia.
El último encuentro librado en este conflicto fue la batalla del Portete de Tarqui (27 de febrero de 1829). La batalla dio inicio cuando una avanzada peruana de reconocimiento compuesta por alrededor de 1000 hombres, se vio cercada por el ejército de la Gran Colombia. A pesar de la derrota, el grueso de las fuerzas peruanas se mantuvo intacto, esperando la batalla final, que nunca sucedió pues se firmó entre ambas naciones el Tratado Larrea-Gual, el 22 de septiembre del mismo año, en Guayaquil. Este tratado no fue un tratado de límites, sino de “paz y amistad”; sin embargo reconoció que el límite entre la Gran Colombia y el Perú debía ser el mismo que existió entre los virreinatos de Nueva Granada y el del Perú, quedando así como la base de referencia para un futuro trazado de límites, estableciéndose asimismo el procedimiento para realizar la demarcación definitiva (que estaría  a manos de una comisión demarcatoria de límites integrada por miembros de ambos países). En definitiva, no hubo cambios territoriales, al mantenerse la situación previa al conflicto (statu quo).
Con la disolución de la Gran Colombia, y no habiéndose cumplido varios de los puntos de Tratado de 1829, este instrumento caducó.

### Relaciones entre el Perú y Ecuador

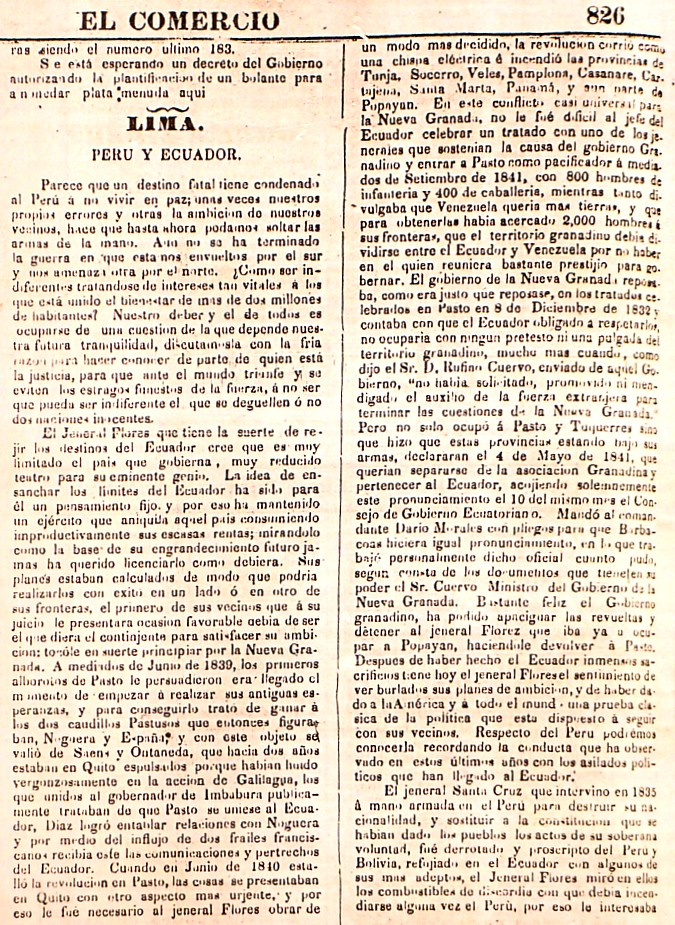
Reproducción del artículo “Perú y Ecuador” publicado en el diario El Comercio de Lima, el 3 de marzo de 1842, edición que también publicó el texto de la Real Cédula de 1802.

El 13 de mayo de 1830 surgió como estado independiente la República del Ecuador, tras la disolución de la Gran Colombia. La flamante república se erigió sobre la base de los territorios de la antigua Audiencia de Quito, más Guayaquil. En ese instante, no hizo reclamos sobre Tumbes, Jaén y Maynas, que pertenecían al Perú en base al principio del de la libre determinación de los pueblos y al Uti Possidetis de 1810 (en el caso de Maynas).
Una vez constituido el Estado Ecuatoriano, sus políticos consideraron que debía negociarse con el Perú la firma de acuerdos y tratados, particularmente para trazar la frontera entre ambos países, sobre todo en la parte amazónica. El primer tratado celebrado entre el Perú y Ecuador fue el Tratado Pando-Novoa, suscrito el 12 de julio de 1832 por el ministro de gobierno y relaciones exteriores del Perú, José María Pando, y el ministro plenipotenciario de Ecuador, Diego Noboa (futuro presidente de Ecuador). En él se reconocían y respetaban los límites vigentes entre ambas naciones, a la espera de la celebración de un convenio de arreglo de límites. Ello implicaba que ambas partes consideraban ya sin validez al Tratado Larrea-Gual de 1829.
Fue recién entre 1841 y 1842 cuando Ecuador inició públicamente su reclamo al Perú de los territorios de Jaén y Maynas, incitado por el derrocado gobernante peruano-boliviano Andrés de Santa Cruz y algunos de sus partidarios refugiados en Guayaquil, tras el fin de la Confederación Perú-Boliviana. Para sustentar su reclamo, el Ecuador hizo una interpretación diferente de diversos artículos del Tratado de 1829, que ahora reclamaba como vigente. Este reclamo lo hizo aprovechando la coyuntura de la guerra entre Perú y Bolivia; una vez finalizada esta guerra, cesó temporalmente en su reclamo.

## El conflicto

### Origen
En 1856 subió al poder en Ecuador el general Francisco Robles, aunque siguió teniendo influencia en el gobierno el anterior presidente, José María Urbina, por lo que se puede afirmar, sin exagerar, que ambos gobernaban de la mano el país.
El presidente Robles se propuso solucionar, contando con la aprobación del Legislativo, un problema heredado de la época de la independencia: el asunto de la “deuda inglesa”. Esta era la deuda externa contraída por la Gran Colombia, que ascendía a 6 625 950 de libras esterlinas; y que, cuando se dividió dicha entidad geopolítica en tres estados (Nueva Granada, Venezuela y Ecuador), se decidió que cada uno de los ellos lo heredara en partes proporcionales. A Ecuador le tocó el 21.5 % de la deuda total, o sea la suma de 1 424 579 de libras esterlinas y 5 chelines. Robles ideó cancelar parte de dicha deuda mediante la concesión de tierras baldías en el Oriente y en la Costa. Para tal efecto, el 21 de septiembre de 1857 se celebró el Contrato Icaza-Pritchett, firmado por el Encargado de Negocios de Inglaterra, señor George S. Pritchett, y por el ministro de Hacienda ecuatoriano Francisco de Paula Icaza.
Mediante dicho contrato, el Estado ecuatoriano entregaba a los acreedores ingleses representados por la Compañía Inglesa de Terrenos Ecuatorianos, Limitada (Ecuador Land Company) los siguientes territorios:

100 000 cuadras en el delta del Pailón a tres pesos c/u    300 000 [pesos]

1 000 000 de cuadras cuadradas en Canelos a cuatro reales c/u    400 000
1 000 000 de ídem en el río Zamora a cuatro reales c/u   400 000
100 000 de ídem en los ríos Sulima, Atacames y Sua, a tres pesos c/u   300 000

400 200 de ídem entre el río Cañar y Pucará hasta cerca de Guayas a tres pesos c/u   1 200 600

Cabe señalar que los territorios de Zamora y Canelos se hallaban en el Oriente, y el resto pertenecía a la Costa. En total, el precio fijado no sobrepasaba los 2 800 600 pesos, que solo cubrían en parte la deuda inglesa (la cual, al cambio de 5 pesos por libra esterlina, equivalía a 9 120 000 pesos).
Si bien el gobierno ecuatoriano sostenía que se trataba de territorios no explotados y baldíos, no dejó de tener opositores dentro del mismo Ecuador, reacios a cualquier transacción con una potencia extranjera. Pero, de otro lado, ocasionó la protesta del Perú, ya que se disponían de territorios peruanos, como si fuesen ecuatorianos, como lo hizo notar el ministro plenipotenciario del Perú en Quito, señor Juan Celestino Cavero. En efecto, la concesión a los británicos en lo concerniente al cantón de Canelos abarcaba la zona de los ríos Pastaza y Bobonaza, que el Perú consideraba suyos sosteniéndose en la Real Cédula de 1802, el principio del uti possidetis de 1810 y, en la práctica, por haber ejercido en ellos su posesión, de manera continua desde los albores de la República.

### Crisis diplomática

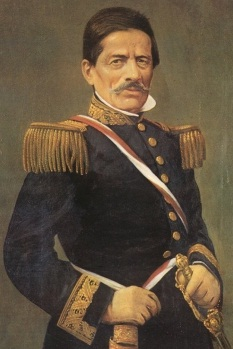
Ramón Castilla, presidente del Perú

El ministro peruano Cavero pidió al gobierno de Ecuador la suspensión del convenio con los ingleses y la celebración de un tratado de límites peruano-ecuatoriano a plazo fijo, para zanjar de una vez el asunto limítrofe, cuya solución se había venido postergando. Ecuador aceptó en lo concerniente al tratado y anunció que enviaría una delegación a Lima, pero se negó tajantemente a suspender el arreglo con los ingleses.
Cavero trató de agotar todas las medidas conciliatorias posibles, aunque en algunas ocasiones se extralimitó en sus declaraciones. El ministro de relaciones exteriores de Ecuador, doctor Mata, hizo también unas declaraciones, que complicaron más la situación. Hay que señalar también que la acción diplomática peruana contra la concesión de tierras a extranjeros fue apoyada por Colombia, Chile y Estados Unidos.
Agravó más el conflicto la llegada a Quito de un ejemplar de la Gaceta Oficial de Bogotá, en la cual se publicaba un comunicado del cónsul granadino en Quito, donde este revelaba que Cavero le había anunciado que el Perú ocuparía Guayaquil para obligar a Ecuador a llegar a un arreglo. El gobierno ecuatoriano pidió explicaciones a Cavero por dicho comunicado. Cavero no dio explicaciones y el gobierno ecuatoriano le entregó su pasaporte el mes de julio de 1858. Cavero volvió a Lima el 5 de agosto de 1858. En el mismo mes, el Perú exigió la restitución de Cavero para proseguir cualquier negociación. Rechazada esta exigencia en septiembre de 1858, el gobierno peruano envió un ultimátum el 1 de octubre de 1858 para que se reconociese a Cavero, pero Francisco Robles lo rechazó.
El representante de Ecuador en Lima recibió también sus pasaportes. Castilla aseguró que él no quería la guerra con Ecuador, sino simplemente la caída de Robles y de Urbina. En Ecuador la oposición a estos dos políticos era también violenta, encabezada por Gabriel García Moreno y Pedro Moncayo.
Por ley del 26 de octubre de 1858 el Congreso peruano autorizó al gobierno de Castilla a emplear toda medida, inclusive la guerra, para obtener satisfacciones de parte del Ecuador. En virtud de dicha autorización, Castilla ordenó el bloqueo pacífico de toda la costa ecuatoriana. El bloqueo fue llevado a cabo por una escuadra al mando del contralmirante Ignacio Mariátegui, a bordo de la fragata Amazonas, y se inició el 4 de noviembre.
Castilla, poco después de ordenar el bloqueo, reforzó paulatinamente los destacamentos en el norte del Perú e hizo concentrar en Piura algunos cuerpos de tropa, en número de 2.000, con la misión de cuidar la frontera y mantenerse a la expectativa.

### Causas del conflicto
En una circular a los diversos cuerpos diplomáticos y consulares, la Cancillería peruana señaló como causas del conflicto las siguientes:

1.º la cesión hecha por el Ecuador a sus acreedores ingleses de terrenos pertenecientes al Perú;

2.º las injurias oficiales contra el Gobierno y el pueblo peruanos y los atropellos, vejaciones y hostilidades de que fueron víctimas muchos connacionales;
3.º el apoyo a los insurrectos de este país; y

4.º el conflicto suscitado alrededor del ministro Cavero.

### Bloqueo peruano de la costa ecuatoriana

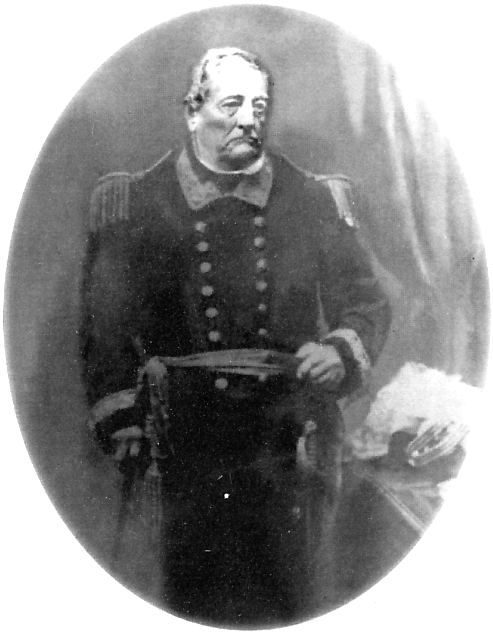
El vicealmirante Ignacio Mariátegui y Tellería, comandante en jefe de la armada peruana que bloqueó la costa ecuatoriana en 1858-1859.

Una escuadra de la Marina de Guerra del Perú, bajo el mando del vicealmirante Ignacio Mariátegui y Tellería, bloqueó la costa ecuatoriana, afectando, principalmente, a Guayaquil, que estaba al mando del general ecuatoriano Guillermo Franco. Un incidente ocurrido en este puerto, llevó a Mariátegui a declarar rotas las hostilidades el 12 de agosto de 1859, pero el presidente Castilla dejó sin efecto esa declaratoria, el día 26.
Gracias a la mediación del ministro español en Guayaquil, el vicealmirante Mariátegui acordó un armisticio con el jefe de dicha plaza, general Franco, el 20 de agosto de 1859. El ejército ecuatoriano se comprometió a no ocupar Guayaquil, que tampoco sería ocupado por las tropas peruanas. Los guayaquileños quedaron en libertad para establecer un gobierno provisional. El bloqueo de Guayaquil, que había empezado a afectar seriamente los suministros alimenticios de dicho puerto, fue suspendido por 15 días, lo que fue celebrado estruendosamente por los lugareños. Finalmente, Castilla decretó la suspensión indefinida del bloqueo de Guayaquil el 31 de agosto, y de toda la costa ecuatoriana, el 28 de septiembre.

### Guerra civil ecuatoriana
Mientras que la costa ecuatoriana era sometida a un bloqueo pacífico por parte de la flota peruana, en el Ecuador se desataba la anarquía y la guerra civil.
El caudillo ecuatoriano Gabriel García Moreno se alzó contra el presidente Robles, y no dudó en buscar el apoyo del presidente peruano Castilla, con quien se entrevistó en Lima, el 20 de junio de 1859. Castilla le ofreció apoyo decidido, que se materializó en armas, dinero y otros auxilios. García Moreno envió un manifiesto a Ecuador diciendo:

"El ejército y la escuadra del Perú son vuestros auxiliadores, no vuestros enemigos, y a la patria no le quedan más adversarios que los malvados que la tiranizan y los forajidos que intentan defenderlos".

En Quito se instauró el gobierno de un Triunvirato, presidido por el mismo García Moreno. Mientras que en la provincia de Guayas se hizo del poder el general Guillermo Franco, que expulsó a Robles y Urbina, e instaló un gobierno títere en Cuenca. De otro lado, Loja adoptó la forma federal de gobierno, por su cuenta y nombró a Manuel Carrión Pinzano como su Jefe Supremo Civil y Militar del Distrito Federal Lojano.
El 17 de agosto tanto Franco como García Moreno decidieron realizar elecciones en Guayas, para ver a quién le quedaría el poder. Las votaciones a favor del uno y del otro se equilibraron. Entonces García Moreno se dirigió a Paita para reunirse nuevamente con Castilla, en donde ocurrió la ruptura entre ambos, al darse cuenta García Moreno que Castilla también se reunía con un representante de Franco.
Quedaron finalmente enfrentados Franco en Guayaquil y García Moreno en Quito.

### Intervención peruana en Ecuador y bloqueo de Guayaquil

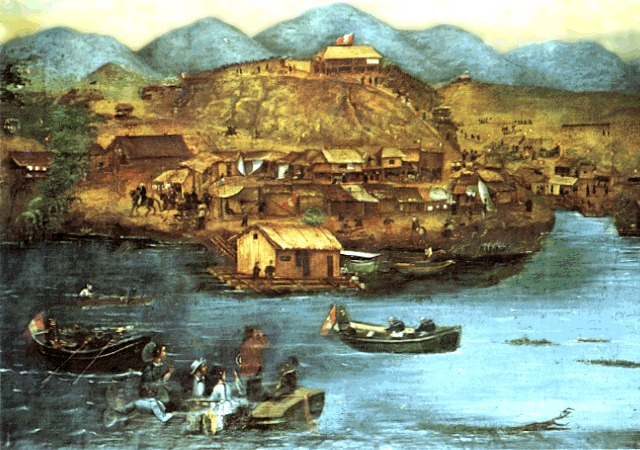
Pintura anónima del, que representa la toma de Guayaquil por parte del ejército peruano en 1860.

El levantamiento del bloqueo de la costa ecuatoriana de parte del Perú tenía la intención de crear el ambiente propicio para un arreglo pacífico del conflicto. Pero al no ocurrir eso, el presidente Castilla decidió partir personalmente el 29 de septiembre de 1859 hacia Paita, al frente de una expedición de 15 buques y con 6000 soldados a bordo. En el Perú quedó al mando del gobierno el vicepresidente Juan Manuel del Mar. El vapor Tumbes, que salió primero, llegó a Paita el 2 de octubre y el convoy que conducía a la expedición comenzó a desembarcar las tropas a partir del 3 en el mismo puerto.
El presidente peruano Ramón Castilla se proponía entablar negociaciones directas con el gobierno ecuatoriano para solucionar de una vez el conflicto, pero se halló ante el inconveniente de que en el Ecuador se había desatado la guerra civil y la anarquía, habiéndose establecido en dicho país hasta cuatro gobiernos provisorios, que se disputaban el poder: un triunvirato en Quito, presidido por Gabriel García Moreno, una jefatura suprema en Guayaquil, al mando de Guillermo Franco y que dominaba toda la costa, un gobierno títere de Franco en Cuenca y un gobierno federal en la provincia de Loja, al mando de Manuel Carrión, por lo que el Estado ecuatoriano no tenía un gobierno legítimo, o, por lo menos, unificado.
Castilla, cuya intención no era humillar al Ecuador ni arrebatarle territorios, envió una nota a cada uno de los jefes de las facciones ecuatorianas, dándoles un plazo de 30 días para que llegaran a entenderse y conformaran un gobierno legítimo; en caso de no ocurrir ello, anunció su propósito de reanudar las operaciones militares. Dejó en claro que no hacía la guerra a los pueblos sino a los gobiernos opresores.
Como los agentes diplomáticos de Francia y España le reclamaran a Castilla por sus procedimientos, este respondió de manera altiva, arguyendo que procedía así en defensa de los derechos sagrados de su patria, a saber: su honra, su dignidad y su integridad territorial.
Finalizado el plazo de 30 días y al no producirse la solución del conflicto interno en Ecuador, Castilla ordenó el reembarco de las tropas en Paita para hacer rumbo a Guayaquil, donde se presentaron el 8 de noviembre de 1859, sin hacer fuego. El 12 de noviembre los defensores del puerto quisieron negociar y Castilla exigió que se permitiera el desembarco de sus tropas, lo que fue aceptado. El mismo día, tomaron tierra las tres divisiones del ejercito peruano, haciéndolo dos de ellas en Tornero, al norte de Guayaquil, y una en Matanzo, en la orilla opuesta al puerto. Posteriormente, las tropas peruanas se posesionaron de las alturas de Mapasingue (25 de noviembre), desde donde se dominaba Guayaquil y sus accesos. Como los gobiernos del Guayas, Azuay y Loja llegaron a unificarse momentáneamente bajo el mando de Franco, Castilla decidió entenderse con este jefe, ya que controlaba la mayor parte del país, mientras que García Moreno solo dominaba la comarca de Quito.

### Negociaciones entre Castilla y Franco

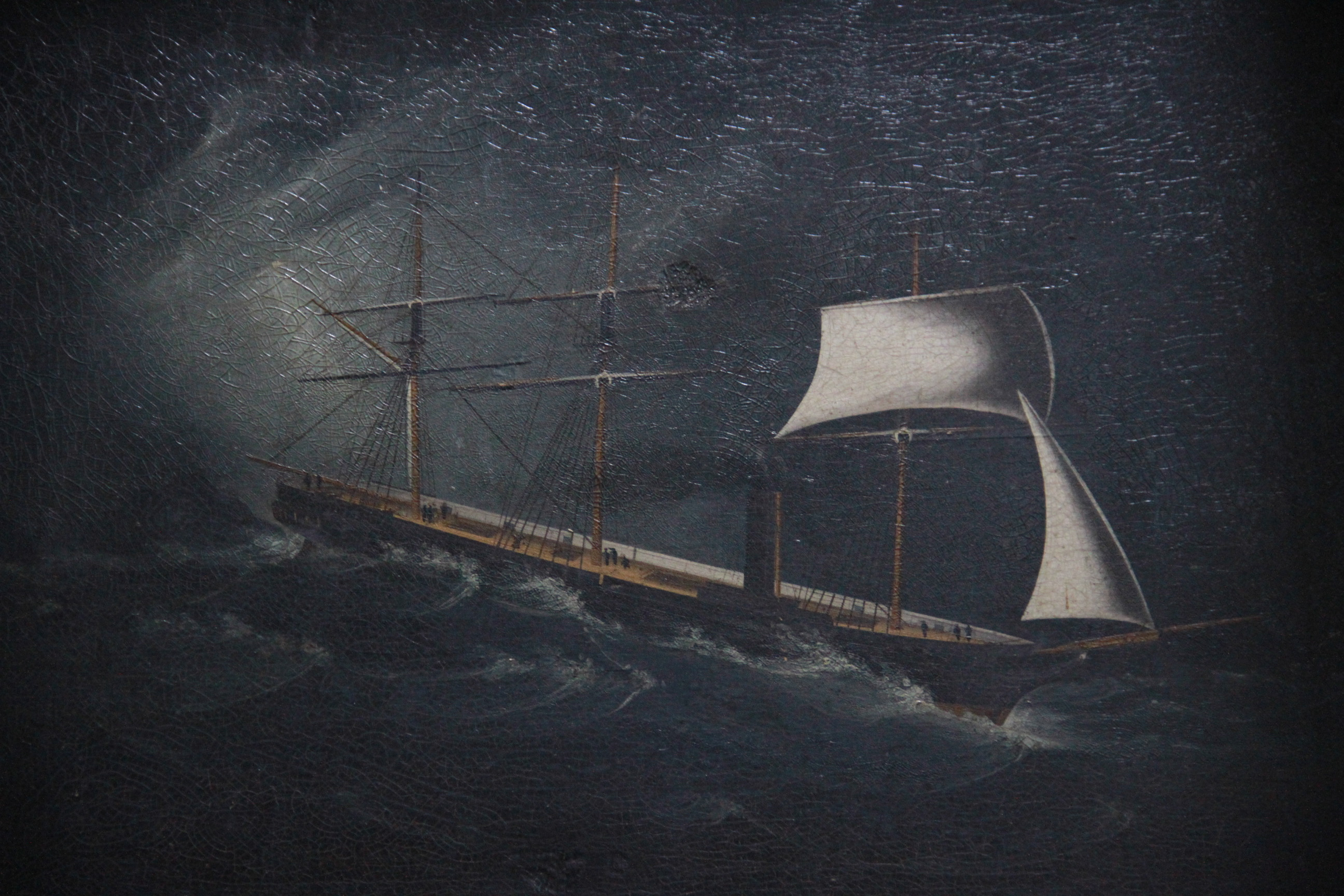
Fragata peruana Amazonas, a bordo de la cual viajó el presidente peruano Ramón Castilla, durante la campaña del Ecuador.

Ramón Castilla invitó al Jefe Supremo de Guayas, general Guillermo Franco, a conferenciar a bordo del buque de guerra Amazonas. Allí acordaron suspender las operaciones de guerra y convocar a los cuatro gobiernos del Ecuador establecidos durante su guerra civil, para elegir un gobierno general, que se entendiera con Castilla y firmara la paz.
El 1 de enero de 1860 se verificó en Guayaquil la reunión de los ocho representantes de los cuatro gobiernos. Acordaron estos autorizar al general Guillermo Franco para reunirse con el mariscal Ramón Castilla, sin alterar en forma alguna los límites de los dos países. Pero Franco rechazó aceptar condiciones y el 3 de enero ordenó arrestar a los representantes de Quito y luego los expulsó. Con ello quedó declarada la guerra entre Quito, gobernado por García Moreno y Guayaquil, gobernado por Guillermo Franco.
El presidente peruano se entendió, pues, con la facción ecuatoriana entonces más importante, la que encabezaba el general Guillermo Franco, que había establecido un gobierno de facto en Guayaquil, que dominaba gran parte de la costa ecuatoriana. Castilla solicitó a Franco que se le dieran cuarteles en la misma Guayaquil, pedido que le fue concedido, en la parte norte de la ciudad. Fue así como el ejército peruano entró en Guayaquil, el 7 de enero de 1860.

### Tratado de Mapasingue

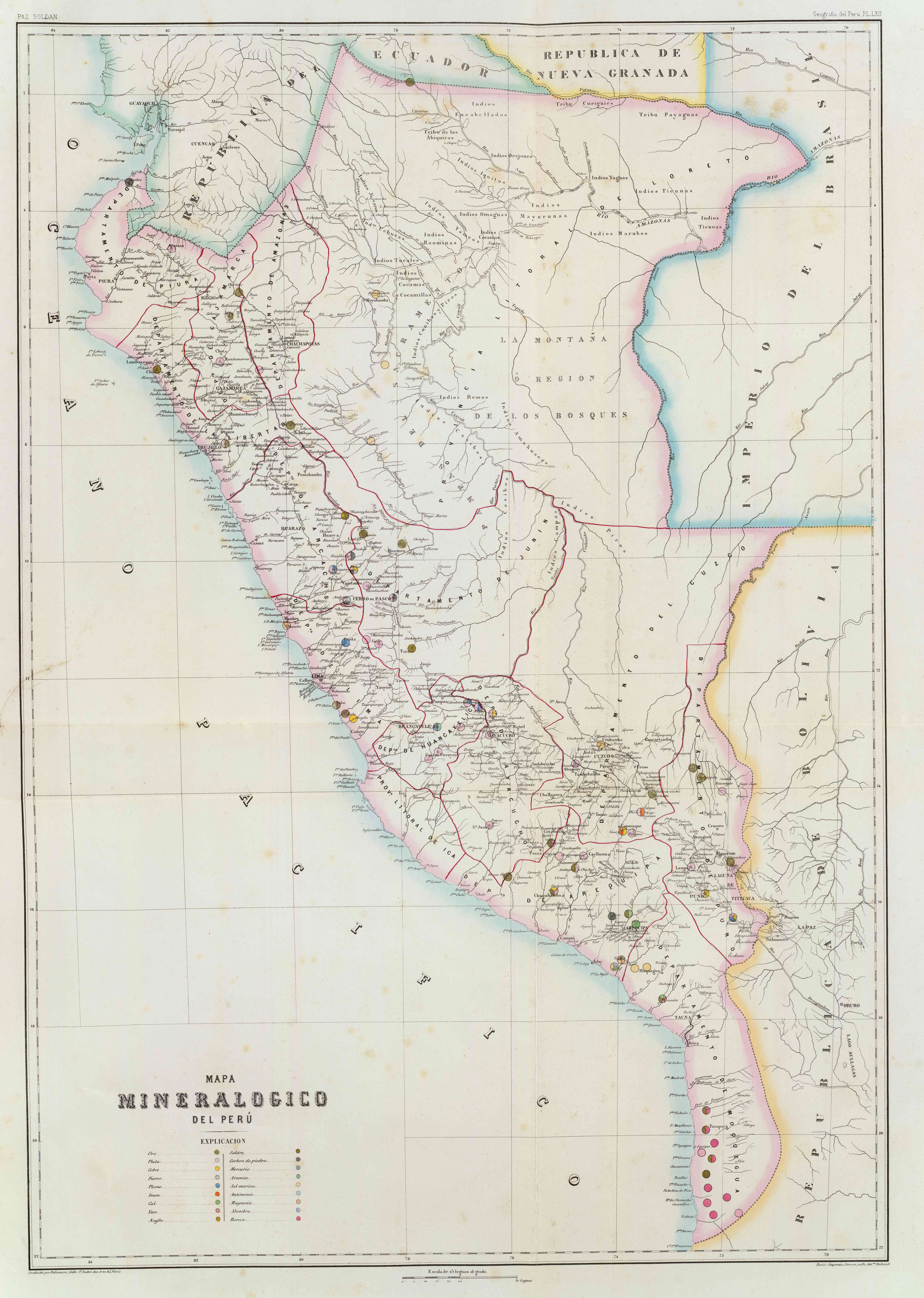
Mapa del Perú en 1865.

Los representantes de Castilla y Franco, señores Manuel Morales y Nicolás Estrada respectivamente, suscribieron el Tratado de Mapasingue, el 25 de enero de 1860, en la pequeña localidad del mismo nombre. Bajo los términos de este tratado, se restablecieron las buenas relaciones entre ambas repúblicas; asimismo, el Ecuador declaró nula la venta de territorios peruanos a los acreedores británicos, reconoció la validez de la Real Cédula de 1802 y el uti possidetis de 1810 y sobre la base de ello convino en demarcar sus límites, comprometiéndose a integrar una comisión bipartita con el Perú; se reservó también su derecho a comprobar sus títulos sobre los territorios de Quijos y Canelos dentro del plazo de dos años, pasados los cuales, si no llegaba a presentar la documentación que contradijese a la del Perú, caducaría su acción.
El Perú no cobró gastos de campaña y más bien, en agradecimiento de las atenciones recibidas en Guayaquil, Castilla regaló uniformes, calzados y fusiles a las tropas ecuatorianas, que las carecían. Rechazó sin embargo, la solicitud que le hizo Franco para combatir juntos a García Moreno.
Firmada la paz, el presidente peruano Castilla se retiró de Guayaquil el 10 de febrero de 1860, y arribó con su flota al Callao nueve días después. Al entrar a Lima, fue abucheado por la población. La guerra nunca contó con el apoyo de la ciudadanía peruana, mayoritariamente pacifista y contraria al derroche desplegado en una campaña de tal envergadura. En cambio, los habitantes de Guayaquil quedaron complacidos con la visita del ejército peruano, pues ello había movilizado enormemente el tráfico comercial en el Guayas.

## Consecuencias
Sin embargo, a menos de dos años de la firma del Tratado de Mapasingue, el general Franco fue derrotado por el general Juan José Flores, al servicio del presidente Gabriel García Moreno (con sede en Quito), y el gobierno ecuatoriano procedió a desaprobar el tratado; ratificando solo lo concerniente a la derogación y suspensión del convenio Ecuatoriano-Británico (1860) la cual se adjudicaba tierras peruanas a los acreedores ingleses Por su parte, el Congreso peruano, ya en el gobierno de Miguel de San Román, también desaprobó el tratado (1863).
Para Ecuador, el Tratado de Mapasingue tuvo una inmensa repercusión, pues, pese a su derogatoria, sentó un precedente muy grave: en su artículo VI quedaba aceptado de plano la rectificación de los límites con el Perú en la región amazónica, diciendo a la letra:

Artículo VI. Los gobiernos del Ecuador y del Perú rectificarán los límites de sus respectivos territorios, nombrando dentro del término de dos años, contados desde ratificación y canje del presente tratado, una comisión mixta que, con arreglo a las observaciones que hiciere y a los comprobantes que se le presenten por ambas partes, señale los límites de las dos repúblicas.

Entre tanto éstas aceptan por tales límites los que emanan del uti possidetis, reconocido en el artículo 5.º del tratado del 22 de septiembre de 1829 entre Colombia y Perú, y que tenían los antiguos Virreinatos del Perú y Santa Fe, conforme a la Real Cédula de 15 de julio de 1802.